# Willy Düskow
Wilhelm Franz Eugen "Willy" Düskow (ur. 25 września 1879 w Berlinie, zm. 14 września 1962 w Westerland) – niemiecki wioślarz, brązowy medalista olimpijski.
Wystąpił na igrzyskach olimpijskich w Londynie w 1908 roku, gdzie razem z Martinem Stahnke zdobył brązowy medal w dwójkach bez sternika. Był to jego jedyny start olimpijski.
W latach 1908 i 1910 był wicemistrzem kraju w dwójkach bez sternika.